# Atemnidae

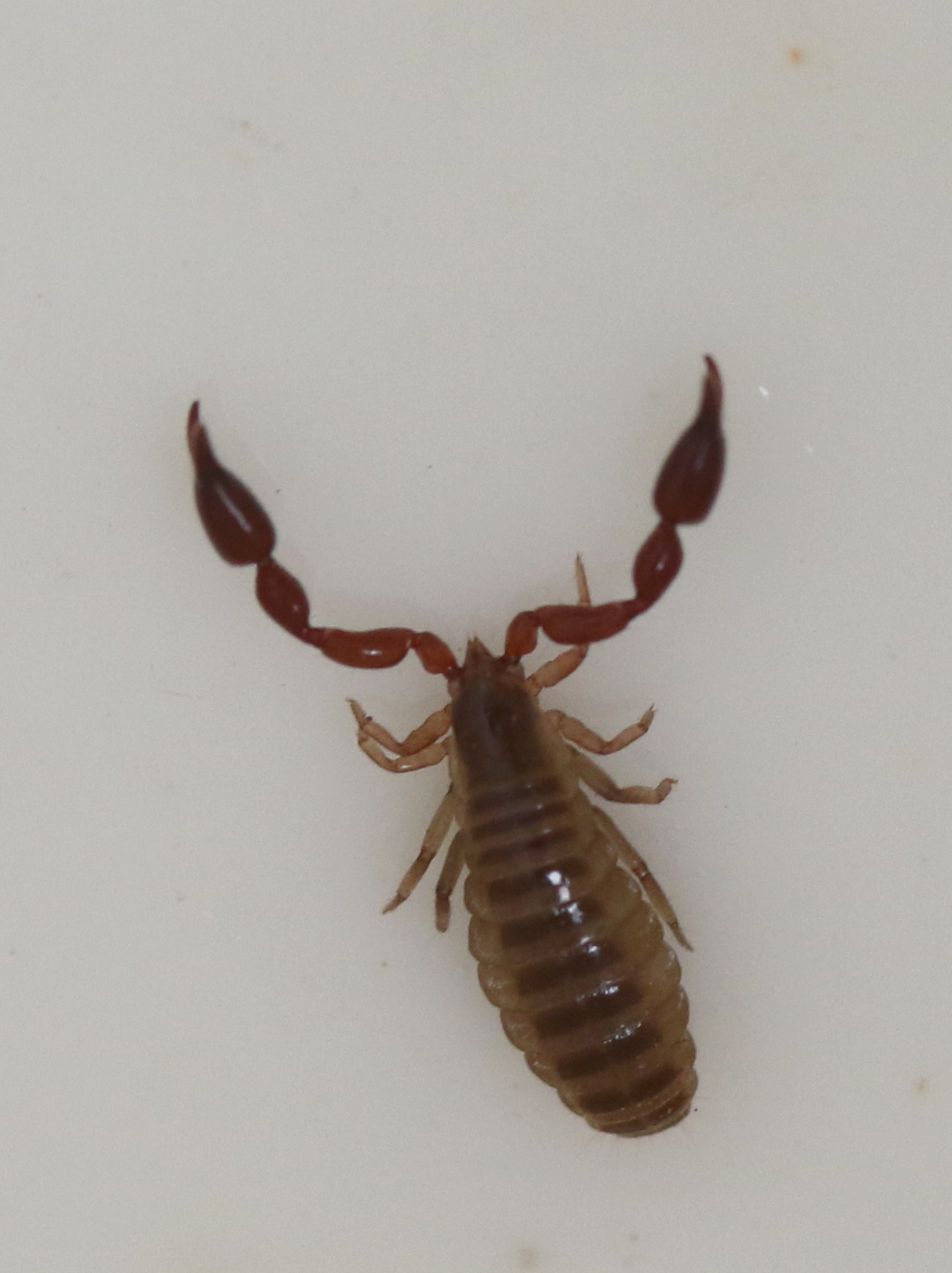
Oratemnus (Atemnidae)

Atemnidae (лат.) — семейство псевдоскорпионов из подотряда Iocheirata.
Более 175 видов во всех регионах мира.

## Описание
Большинство представителей имеют средние размеры, длина тела 3-5 мм. Ядовитый аппарат развит только в неподвижном пальце хелицер педипаль. Карапакс гладкий, максимум с неглубокой поперечной бороздой ближе к середине. Обычно есть два глаза. Некоторые тергиты и стерниты на брюшке разделены. Внутренние половые органы самца слабо склеротизованы. Сперматека самки представляет собой одиночный яйцевидный мешок. Хелицеральный флагеллум состоит из четырех щетинок. Пальцы хелицер педипаль не снабжены добавочными зубцами. Лапка ноги IV имеет выступающую осязательную щетинку у проксимального конца. Субтерминальные щетинки предплюсны изогнутые и простые.
Члены этого семейства лучше всего представлены в Африке и Южной Азии; некоторые обитают в более теплых частях Европы, Америки и Австралии. Наиболее распространенным из родов является Paratemnus в Америке; Oratemnus в юго-восточной Азии; и Titanatemnus в Африке. Часто их находят под корой, а также под надкрыльями крупных жуков. Было показано, что некоторые из них являются социальными, сотрудничают в хищничестве и плетении гнёзд, а также участвуют в множественной форезии.

## Классификация
Включает более 175 видов и около 20 родов.
В ископаемом состоянии семейство известно с эоцена в балтийском, мексиканском янтарях.
- Подсемейство Atemninae
  - Anatemnus Beier, 1932
  - Atemnus Canestrini, 1884
  - Athleticatemnus Beier, 1979
  - Catatemnus Beier, 1932
  - Cyclatemnus Beier, 1932
  - Mesatemnus Beier and Turk, 1952
  - Metatemnus Beier, 1932
  - Micratemnus Beier, 1932
  - Oratemnus Beier, 1932
  - Paratemnoides Harvey, 1991
  - †Progonatemnus Beier, 1955
  - Stenatemnus Beier, 1932
  - Synatemnus Beier, 1944
  - Tamenus Beier, 1932
  - Titanatemnus Beier, 1932
  - Trinidadatemnus Tooren, 2008[7]
- Подсемейство Miratemninae Beier, 1932[8] (иногда рассматривается в качестве отдельного семейства Miratemnidae)
  - Brazilatemnus Muchmore, 1975[9]
  - Caecatemnus Mahnert, 1985
  - Diplotemnus J. C. Chamberlin, 1933[8]
  - Miratemnus Beier, 1932[8]
  - Nilotemnus Klausen, 2009[10]
  - Tullgrenius J. C. Chamberlin, 1933[8]